# "The Notch", vista de un paso de montaña (Thomas Cole)
"The Notch", vista de un paso de montaña, cuyo título original en inglés es A View of the Mountain Pass called the Notch of the White Mountains, es una obra de Thomas Cole que data del año 1839. 

## Introducción
"The Notch" es un espectacular desfiladero, que hacía las veces de paso de montaña, entre la Cordillera Presidencial y la Franconia Range, de las Montañas Blancas (Nuevo Hampshire). Este lugar, con una zona apta para el cultivo, pronto atrajo la atención. En 1803 se abrió una ruta segura y una posada para los viajeros. Thomas Cole hizo su primera expedición a las Montañas Blancas en 1827, siguiendo las recomendaciones de Daniel Wadsworth (1771-1848). El 29 de agosto de 1826, una súbita inundación había causado la muerte de Samuel Willey y de su familia, aunque su casa había permanecido intacta. Esto impresionó a Thomas Cole quien, en su primer viaje a este lugar, hizo un dibujo -actualmente perdido- de la casa abandonada.
En 1839, Thomas Cole había planeado un viaje a Europa, pero su esposa estaba embarazada y prefirió regresar a las Montañas Blancas donde, según comentó: "the sublime melting into the beautiful, the savage tempered by the magnificent". Durante ese verano, esta vez acompañado por Asher Brown Durand, Cole volvió a visitar este paraje, realizando bocetos con anotaciones que indicaban sus colores y texturas.

## Análisis de la obra
- Pintura al óleo sobre lienzo; 102 x 155,8 cm.; 1839 año; Galería Nacional de Arte, Washington D. C..

- Firmado abajo a la izquierda: "T. Cole./1839"

A pesar de que tanto los bocetos como las anotaciones se realizaron durante el verano, en el lienzo final, Thomas Cole, representó el color del otoño. En el primer término, se ven los esfuerzos para transformar la Naturaleza virgen en tierras de cultivo: se han cortado grandes árbol es para dar paso a la agricultura y las construcciones, por lo que el bosque todavía muestra los efectos del hacha y de la sierra. Thomas Cole se muestra ambivalente sobre si esto representa un expolio de la Naturaleza, o bien si por el contrario significa un progreso. Un jinete solitario sigue el camino hacia el paso de montaña, acercándose al albergue, que es el edificio blanco a la izquierda. Cerca del albergue, hay una mujer vestida de colores alegres, dando su mano a un niño pequeño, con un perro a su derecha. Una diligencia sigue un camino hacia la derecha, tal vez dirigiéndose al desfiladero.
Tal vez este lienzo, de alguna manera. también aluda a la dramática inundación del año 1826, que muestra las fuerzas imprevisibles de la naturaleza. La evidencia de su potencial destructivo es evidente en todas partes: los árboles retorcidos del primer plano, el desfiladero en forma de V y la oscuridad de las nubes de tormenta en la parte superior izquierda. Para Cole, este lienzo estaba lleno de posibilidades: la desgracia anterior de una familia, la fuerza de la naturaleza y el paso del tiempo. El artista integró con éxito este contenido en una obra vibrante, vital y hermosa pero que, incluso así, provoca en el espectador inestabilidad e incertidumbre.

## Procedencia
- En el siguiente enlace se detalla la procedencia de este lienzo: [5]